# Axicabtagene ciloleucel
Axicabtagene ciloleucel, vendu sous le nom de marque Yescarta, est une thérapie par récepteur antigènique chimèrique  (immunothérapie) ciblant deux types de lymphomes :
1. lymphome diffus à grandes cellules B
2. lymphome médiastinal primitif à grandes cellules B

En raison d'importants effets secondaires, il n'est utilisé que contre les cas réfractaire au traitement conventionnel, ou en rechute quand le traitement conventionnel a échoué,.

## Principe thérapeutique
Une certaine quantité de globules blancs (lymphocytes T) est prélevée dans le sang d'un patient atteint d'un lymphome réfractaire aux autres traitements. La procédure dure 3 à 6 heures et peut être renouvelée si le nombre de globule est insuffisant. Ces derniers sont expédiés au laboratoire produisant le Yescarta, ce qui prendra généralement environ 1 mois (3 à 4 semaines).
Ces globules blancs sont ensuite génétiquement modifiés ex vivo par transduction rétrovirale pour exprimer un récepteur d’antigène chimérique (CAR) comprenant un fragment variable à chaîne simple murin anti-CD19 relié au domaine de co-stimulation CD28 et au domaine de signalisation CD3-zêta. Ces cellules modifiées produisent un  récepteur spécifique des lymphocytes T les dirigeant contre le CD19. Les cellules T autologues chimériques, génétiquement modifiées réceptrices d'antigène (CAR-T) qui réagissent au cancer sont ensuite amplifiées, puis restituées (par perfusion) à la personne pour peupler sa moelle osseuse. Elles peuvent alors reconnaître et éliminer les cellules cibles exprimant le CD19.

Le traitement par axicabtagène n'est cependant utilisé qu'en dernier ressort, car comportant un risque presque systématique de syndrome de libération de cytokines (SRC) et un risque fréquent de toxicités neurologiques, pouvant mettre en jeu le pronostic vital ou être fatals,. Le médicament est strictement autologue.
CD19 étant un marqueur de cellules pan-B (de tous les lymphocytes B, les cellules T génétiquement modifiées pour cibler les récepteurs CD19 des cellules B cancéreuses influenceront aussi les lymphocytes B normaux, hormis certaines cellules plasmatiques.

## Durée de conservation
Le produit est stable durant 1 an si congelé dans la phase vapeur de l’azote liquide (≤ −150 °C) et, une fois décongelé, restera stable jusqu’à 3 heures à température ambiante (20-25 °C) ; la perfusion de Yescarta et initiée dans les 30 minutes suivant la fin de la décongélation et doit se faire en moins de 30 minutes (il ne faut pas recongeler le produit décongelé).

## Effets secondaires et conditions d'utilisation
Lors des essais, le traitement par axicabtagène s'est presque toujours accompagné d'un syndrome de libération de cytokines et de toxicités neurologiques, parfois avec des défaillances d’organes (foie, rein, cœur, poumon). Les patients atteints d’infections actives ou d’une maladie inflammatoire ne doivent pas recevoir ce traitement tant que ces problèmes ne sont pas résolus.
La FDA a donc exigé que les hôpitaux soient certifiés pour son utilisation avant le traitement de tout patient, et en Europe où le produit a été autorisé le 23 août 2018, « Yescarta doit être administré dans un établissement de santé qualifié par un médecin expérimenté dans le traitement des hémopathies malignes et formé à l’administration et la prise en charge de patients traités par Yescarta. Au moins 1 dose de tocilizumab à utiliser en cas de syndrome de libération de cytokines et un équipement d’urgence doivent être disponibles avant la perfusion. Le centre de traitement doit avoir accès à une dose supplémentaire de tocilizumab dans les 8 heures qui suivent chaque dose précédente. Dans le cas exceptionnel où le tocilizumab n'est pas disponible en raison d'une pénurie figurant dans la liste des pénuries de l'Agence européenne des médicaments, des alternatives appropriées pour prendre en charge un CRS en remplacement du tocilizumab doivent être disponibles avant la perfusion (...) Ne pas utiliser de filtre de réduction leucocytaire.

Un accès veineux central est recommandé pour l’administration de Yescarta ». Dans l’établissement de santé qualifié, l’apparition de signes et de symptômes de CRS chez les patients traité doit faire l'objet d'un suivi durant au moins 10 jours après la perfusion, puis le médecin défini un suivi approprié pour chaque patient à qui il est recommandé de « rester à proximité d’un établissement de santé qualifié pendant au moins 4 semaines après la perfusion et de consulter immédiatement un médecin en cas de survenue de signes et symptômes de CRS ». En cas d'apparition de CRS sévère ou d'absence de réponse au traitement, rechercher une lymphohistiocytose hémophagocytaire et/ou un syndrome d'activation des macrophages (LHH/SAM).
Yescarta n’est pas recommandé aux femmes enceintes ou en âge de procréer n’utilisant pas de contraception. Elles doivent être averties des risques potentiels pour le fœtus. « Toute grossesse après traitement par Yescarta doit être discutée avec le médecin traitant ».

## Histoire
Ce médicament a été développé par la société californienne Kite Pharma.
L'Axicabtagene ciloleucel a reçu le 18 octobre 2017 la désignation de traitement révolutionnaire de la Food and Drug Administration (FDA) des États-Unis pour le lymphome diffus à grandes cellules B, le lymphome folliculaire transformé et le lymphome médiastinal primitif à cellules B.Il a également reçu une évaluation prioritaire et la désignation de médicament orphelin.
Sur la base de l'essai ZUMA-1, Kite a soumis une demande de licence de produit biologique pour l'axicabtagène en mars 2017, pour le traitement du lymphome non hodgkinien.
La FDA a accordé l'approbation le 18 octobre 2017, pour le traitement de deuxième intention du lymphome diffus à grandes cellules B,.
Le 1er avril 2022, la FDA a approuvé l'axicabtagène ciloleucel pour les adultes atteints d'un lymphome à grandes cellules B (LBCL) réfractaire à la chimio-immunothérapie de première intention ou rechute dans les douze mois suivant la chimio-immunothérapie de première intention. Il n'est pas indiqué pour le traitement des patients atteints d'un lymphome primitif du système nerveux central.
L'approbation était basée sur ZUMA-7, un essai randomisé, ouvert et multicentrique chez des adultes atteints d'un LBCL réfractaire primaire ou en rechute dans les douze mois suivant la fin du traitement de première ligne. Les participants à cet essai n'avaient pas encore reçu de traitement pour un lymphome récidivant ou réfractaire et étaient des candidats potentiels à une greffe autologue de cellules souches hématopoïétiques (GCSH). 359 participants ont été randomisés 1:1 pour recevoir une seule perfusion d'axicabtagène ciloleucel après une chimiothérapie lymphodéplétive fludarabine et cyclophosphamide ou pour recevoir un traitement standard de deuxième intention, consistant en deux ou trois cycles de chimio-immunothérapie suivis d'un traitement à haute dose et d'une GCSH autologue chez les participants ayant obtenu une rémission complète ou une rémission partielle.
Mi 2022, la Commission européenne a autorisé ce médicament pour les patients atteints d'un lymphome folliculaire en rechute ou réfractaire après au moins trois traitements. Yescarta est en Europe indiqué pour « le traitement des patients adultes atteints de lymphome diffus à grandes cellules B (LDGCB) et de lymphome médiastinal primitif à grandes cellules B (LMPGCB) réfractaire ou en rechute, après au moins deux lignes de traitement systémique ».

## Traçabilité
En Europe, ce produit est soumis aux exigences de traçabilité des médicaments de thérapie innovante à base de cellules : le nom du médicament, le numéro de lot et le nom du patient traité doivent être conservés et traçable pour au minimum 30 ans après la date de péremption du médicament.